# Brachyphylla
Brachyphylla es un género de murciélagos perteneciente a la familia Phyllostomidae. Es originario de las Antillas.
Este género es el único miembro de la subfamilia monotípica Brachyphyllinae.

## Especies
Comprende las siguientes especies:
- Brachyphylla cavernarum Gray, 1834 -
- Brachyphylla nana Miller, 1902